# ضريبة الدهون
ضريبة الدهون هي ضريبة أو رسوم إضافية تفرض على الأغذية والمشروبات التي تؤدي إلى السمنة، أو على الأفراد الذين يعانون من السمنة المفرطة. تُعد الضرائب البيغوفيه مثالًا على الضريبة المضافة وتهدف ضريبة الدهون إلى تثبيط الأنظمة الغذائية غير الصحية وتعويض التكاليف الاقتصادية للبدانة. وأيضًا تهدف إلى تقليل استهلاك الأطعمة المرتبطة بالبدانة. والمراد من هذه الفكرة هي فرض ضرائب على الأغذية المرتبطة بزيادة خطر الإصابة بأمراض القلب التاجية. تشير العديد من الدراسات إلى أنه كلما انخفض سعر الغذاء، أصبح الأفراد أكثر بدانة. في الواقع، قد تكون زيادة أسعار الطعام أكثر فعالية من التعليم الغذائي. تُشير التقديرات إلى أن الضريبة التي توضع على المشروبات المحلاة بالسكر وقدرها 1 سنت لكل دولار قد تقلل من استهلاكها بنسبة 25٪. ومع ذلك، هناك أيضا أدلة على أن الأفراد البدناء أقل استجابة للتغيرات في أسعار المواد الغذائية من الأفراد ذوي الوزن الطبيعي.
لتطبيق ضريبة الدهون، من الضروري تحديد المنتجات الغذائية والمشروبات المستهدفة. يجب القيام بذلك بحذر، لأن اختيار منتج وفرض الضريبة الغذائية عليه بلا مبالاة يمكن أن يكون له تأثيرات مفاجئة ومفسدة. على سبيل المثال، تشير أنماط الاستهلاك إلى أن فرض ضرائب على الدهون المشبعة من شأنه أن يحفز المستهلكين على زيادة استهلاكهم للملح، وبالتالي يعرضون أنفسهم لخطر الموت من مرض القلب الوعائي. اُقترح فرض الضرائب على الصوديوم كوسيلة للحد من تناول الملح وما ينتج عنه من مشاكل صحية. المقترحات الحالية كثيرا ما تحل محل المشروبات المحلاة بالسكر كهدف للضرائب. وقد وجدت الدراسات المستعرضة، والمرتقبة والتجريبية وجود ارتباط بين السمنة واستهلاك المشروبات المحلاة بالسكر. ومع ذلك، لم تجد الدراسات التجريبية هذا الارتباط دائمًا، ويمكن أن يكون حجم تأثيرها طفيفًا. 
وبما أن الفقراء ينفقون نسبة أكبر من دخلهم على الغذاء، فقد تكون ضريبة الدهون رجعية. ففرض الضرائب على الأطعمة ذات السعرات الحرارية العالية وذات القيمة الغذائية القليلة ستكون الحل لهذه المشكلة، لأن السعرات الحرارية متاحة بسهولة من مصادر عديدة في النظام الغذائي للدول الصناعية. ويوصي مؤيدو الضريبة بتخصيص العائدات لدعم الغذاء والتثقيف الصحي مما يجعل ضريبة الدهون أقل عبئا على الفقراء. بالإضافة إلى ذلك، جادل مؤيدو الضريبة بأن ضريبة الدهون أقل رجعية لدرجة أنها تقلل من النفقات الطبية ونفقات الأطعمة المستهدفة بين الفقراء. ففي الواقع، هناك نسبة كبيرة من الأمراض المرتبطة بنظام الفقراء الغذائي بين عامة السكان. 
على عكس فرض القيود على الأطعمة أو المكونات فإن ضريبة الدهون لن تحد من اختيار المستهلك، بل ستغير الأسعار النسبية فقط.

## فوائد ضريبة الدهون
دعا العاملون في الصحة العامة والعلماء في مجموعة من البلدان المختلفة إلى فرض ضريبة على الأطعمة غير الصحية. فالسبب وراء تطبيق ضريبة الدهون هو الأمل في أن الناس سيتجنبون السلوكيات الغذائية الخطرة، وتتحسن النتائج الصحية في المجتمع. وبذلك تشير الأبحاث إلى أن وباء السمنة الحالي في ازدياد نتيجة لتوسع صناعة الوجبات السريعة. ووسيلة التخلص من الوجبات السريعة هي تغيير العادات الغذائية للمجتمع، وتنحية المطاعم التقليدية التي تسبب آثار صحية ضارة كالسمنة والسكري وأمراض القلب. شهدت الضرائب على التبغ انخفاضاً في معدلات التدخين، ونتيجة لذلك كانت هناك دعوات لتطبيق ضرائب على الدهون في أكبر عدد من البلدان في محاولة للحد من استهلاك الأغذية الغير صحية.

## التاريخ
في عام 1942، اقترح الفيسولوجي الأمريكي أ. ج. كارلسون فرض رسوم على كل رطل من الوزن الزائد، لمواجهة «الرفاهية الضارة» ولتوفير المزيد من الطعام للمجهود الحربي.
أعيد تقديم هذا المفهوم من قبل ميلتون ميريويذر وفرانكلين ألكسندر في أواخر السبعينيات، ولكن أصبح معروفًا في أوائل الثمانينات من قبل كيلي براونيل، مدير مركز رود للسياسات الغذائية والسمنة في جامعة ييل. اقترح براونيل أن تُستخدم العائدات من الضرائب الموادالغذائية غير المرغوب فيها في دعم المزيد من الأغذية الصحية وتمويل حملات التغذية.
في مقالة افتتاحية عام 1994 في صحيفة نيويورك تايمز، أشار براونيل إلى أن تكاليف الغذاء كانت غير متوازنة، فالأطعمة الصحية تكلف أكثر من الأطعمة الغير صحية. أثارت هذه المقالة التي اقترحت «ضريبة الدهون» جدلاً وغضباً على مستوى البلاد.
أصبح الكاتب كيلي براونيل النقطة المحورية في هذا الجدل، وأيضًا راش ليمبو الذي تحدث بصراحة ضد الضرائب والمبدأ العام للتدخل الحكومي في الخيارات الغذائية واحتمال غزو الخصوصية. تم إدراج مقترح برايلل في المرتبة السابعة على قائمة «الأفكار الذكية الستة لإصلاح العالم» الصادرة عن «مجلة أخبار الولايات المتحدة وأخبار العالم». وبسبب هذا العمل وغيره من الأعمال، تم اختيار براونيل من قبل مجلة تايم كواحدة من «أكثر الأشخاص تأثيراً في العالم». في عام 2000، أوضحت مقالة في المجلة الطبية البريطانية التأثير المحتمل على عدد الوفيات الناجم عن مرض نقص تروية القلب بسبب الضريبة على المصادر الرئيسية للدهون المشبعة. في ديسمبر 2003، اقترحت منظمة الصحة العالمية على أن تنظر الدول في فرض الضرائب على الأطعمة السريعة لتشجيع الناس على اتخاذ خيارات غذائية صحية. وفقًا لتقرير منظمة الصحة العالمية، «تستخدم العديد من الدول تدابير مالية لتعزيز توافر بعض الأغذية والحصول عليها، بينما تستخدم بلدان أخرى الضرائب لزيادة استهلاك الغذاء أو تقليله، ويستخدم البعض الأموال العامة والإعانات لتعزيز الوصول بين المجتمعات الفقيرة إلى الترفيه والمرافق الرياضية.»
وقال بروس سيلفرغليد، مدير الشؤون القانونية لمركز العلوم في المصلحة العامة، إن منظمته غير الربحية والتي تعمل في مجال التغذية قد رحبت بالتوصيات، وقضت سنوات في القتال من أجل اتخاذ إجراءات مثل فرض ضريبة على الأغذية غير المرغوب فيها.
واكتسب الاقتراح مزيدًا من الجاذبية عندما اقترح عضو البرلمان في نيويورك فيليكس أورتيز فرض الضرائب على الوجبات السريعة والترفيه الذي يساهم في استقرار الحياة ولتمويل برامج التغذية والتمارين. يجب أن نتذكر أيضا أن فرض الضرائب على المواد الغذائية ليس حجة لزيادة الضرائب.
يمكن تخفيض الضرائب الأخرى بشكل متناسب إذا كان الهدف العام هو الحفاظ على الضرائب بشكل محايد. فضريبة الدهون هي حجة لزيادة الضرائب على الأنشطة التي نفضل تثبيطها واستهلاك بعض المواد الغذائية بدلا من رفع الضرائب على الأنشطة المرغوبة اجتماعيًا. لذا، يجب على معارضي هذا النوع من الضرائب تحديد المواد الغذائية التي يفضلون فرض الضرائب عليها.
وهناك دعاة آخرون من مؤيدي الضريبة مثل جوناثان غروبر يشير إلى تأثير الضرائب على استخدام الكحول والتبغ. وجدت خمس دراسات نشرت بين عامي 1981 و1998 أن معدل الشرب انخفض مع زيادة سعر الكحول وينطبق نفس الأمر على التبغ. ففي كاليفورنيا في عام 1988، زاد هذا الاقتراح 99 من ضريبة الولاية بمقدار 25 سنتًا لكل علبة سجائر وخصص ما لا يقل عن 20٪ من الإيرادات لتمويل تعليم مكافحة التبغ. من عام 1988 إلى عام 1993، شهدت الولاية انخفاض في استخدام التبغ بنسبة 27 ٪ ، أفضل بثلاث مرات من متوسط الولايات المتحدة.
أفاد استطلاع سي بي اس نيوز في يناير 2010 أن الضريبة على سلعٍ مثل المشروبات الغازية والأطعمة التي تعد من الوجبات السريعة، يعارضه 60٪ إلى 38٪. ويعتقد أكثر من 72٪ من الأمريكيين أن فرض الضريبة لن يساعد الناس فعليًا على إنقاص الوزن.
ومع ذلك، فإن المسألة هنا هي ما إذا كانت الضرائب تؤثر على النظام الغذائي هي مسألة تجريبية وليست مجرد مسألة رأي عام. في حين أظهر استطلاع أجرته مؤسسة استطلاعات جامعة كوينيبياك في شباط / فبراير 2010 أن سكان مدينة نيويورك يفضلون بشكل كبير فرض الضريبة على المشروبات الغازية، حيث يريد 76 في المائة منهم الضرائب، و22 في المائة يعارضونها. ووجد الاستطلاع أن الجمهوريين والديمقراطيين يؤيدون الضريبة.
في أكتوبر / تشرين الأول 2011، أخبر رئيس الوزراء البريطاني ديفيد كاميرون المراسلين أن حكومته قد تقوم بإدخال ضريبة على الدهون كجزء من حل مشكلة السمنة في بريطانيا.

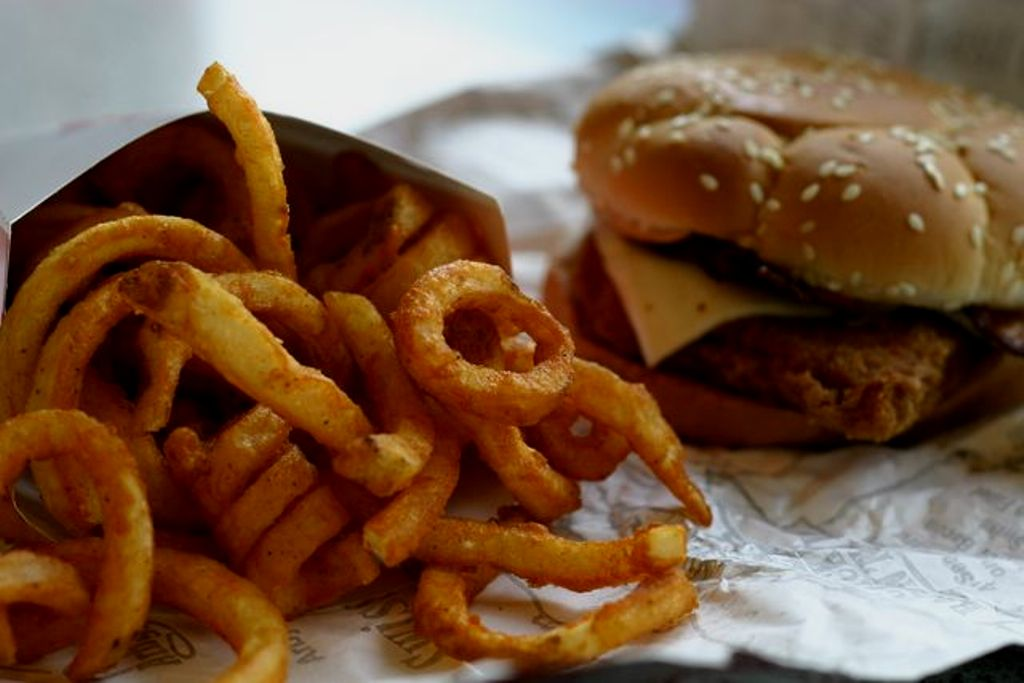
تهدف ضريبة الدهون إلى تقليل استهلاك الأطعمة التي تحتوي على نسبة عالية من الدهون المشبعة ، مثل الوجبات السريعة.

## اليابان
نفذت اليابان قانون "ميتابو" عام 2008 والذي تضمن قياس أحجام الخصر لمحاولة التغلب على زيادة معدلات السمنة. وكتبت صحيفة نيويورك تايمز قائلة: "ستفرض الحكومة عقوبات مالية على الشركات والحكومات المحلية التي تفشل في تحقيق أهداف محددة وهذا بهدف تحقيق أهداف الحكومة في تقليص عدد السكان الذين يعانون من زيادة الوزن بنسبة 10 في المائة خلال السنوات الأربع القادمة و25 في المائة على مدى السنوات السبع المقبلة". تناقش وزارة الصحة في البلاد بأن الحملة سوف تسيطر على انتشار الأمراض مثل السكري والسكتات الدماغية ". شمل قانون" ميتابو" إجراء فحص سنوي لقياس الخصر للأشخاص الذين تتراوح أعمارهم بين 40 و75، والتي كانت تدار من قبل أرباب العمل والحكومة المحلية. كان دور أرباب العمل والحكومة المحلية هو ضمان وجود مشاركة بحد أدنى 65٪، بهدف خفض معدلات السمنة في اليابان بنسبة 25٪ بحلول عام 2015، وفرض غرامة في حال عدم تحقيق هذه الأهداف.

## الدنمارك
في تشرين الأول / أكتوبر 2011، فرضت الدنمارك ضريبة الدهون على الزبدة والحليب والجبن والبيتزا واللحوم والزيت والمواد الغذائية المصنعة التي تحتوي على أكثر من 2.3 ٪ من الدهون المشبعة. ومع ذلك، في نوفمبر 2012، أعلنت وزارة الضرائب الدنماركية أنها ستلغي ضريبة الدهون، مشيرة إلى أنها فشلت في تغيير عادات تناول الطعام الدنماركي، وشجعت التداول عبر الحدود مما وضع الوظائف الدنماركية في خطر، كابوسًا بيروقراطيًا للمنتجين والمنافذ. 
وأيضًا من أسباب فشل ضريبة الدهون الدنماركية كان لأسباب مالية، حيث حدد السياسيون ضريبة الدهون كمصدر تمويل للحكومة، بدلًا من إقامة مبادرة صحية لمحاولة تحسين النتائج الصحية للمجتمع. كما تم إلغاء الخطط المقترحة لفرض الضريبة على السكر.
صرحت ميت جرجسك الدينماركية وزيرة الزراعة والغذاء والثروة السمكية بأن «ضريبة الدهون هي واحدة من أكثر الانتقادات التي تعرضنا لها منذ فترة طويلة. والآن علينا أن نحاول تحسين الصحة العامة من خلال وسائل أخرى». 
على الرغم من أن الضريبة قد نتج عنها إيرادات إضافية بقيمة 216 مليون دولار، إلا أنها أدت أيضًا إلى العديد من الشكاوى من تجار التجزئة الدنماركيين بأن عملائهم كانوا يوردون أعمالهم إلى دول أخرى، مثل السويد وألمانيا، للاستفادة من أسعارها المنخفضة.

## الهند
في ولاية كيرالا الهندية التي تحكمها (CPI (M، اقترحت الحكومة ضريبة بنسبة 14.5 في المائة على البرغر والبيتزا وغيرها من الوجبات السريعة التي تقدمها المطاعم ذات العلامات التجارية والتي وصفها مسؤولو صناعة الخدمات السريعة بأنها "ضارة" للاستهلاك"، واعتبرت هذا المردود كجزء من ميزانيات يونيو لعام 2016. وتشير تقديرات الصناعة إلى وجود 50-75 منفذًا لسلاسل مطاعم الوجبات السريعة المنظمة في ولاية كيرالا، بما في ذلك العلامات التجارية العالمية ماكدونالدز وتشيكينج وبرغر كينغ وبيتزا هت ودومينوز بيتزا وصبواي. تعتبر ولاية كيرالا أول ولاية في الهند تقدم "ضريبة الدهون" على البرغر والبيتزا والكعك والتاكو والتي تقدم في المطاعم ذات العلامات التجارية.